# Alexandria (Schotland)
Alexandria (Schots-Gaelisch: Alexandria) is een dorp in de Schotse council West Dunbartonshire in het historisch graafschap Dunbartonshire aan de oevers van de rivier Leven. Alexandria ligt ongeveer 6 kilometer ten noordwesten van Dumbarton en had in 2001 een populatie van ongeveer 13 500.
Het is de grootste plaats in het gebied Vale of Leven.

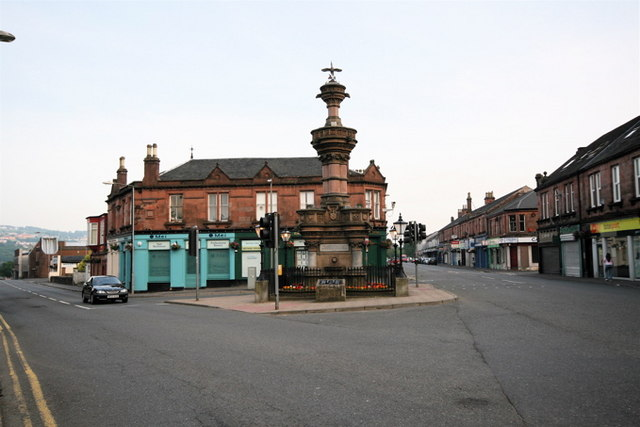
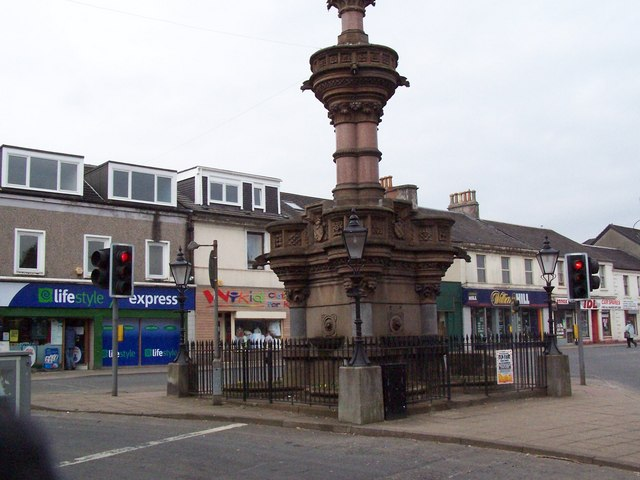
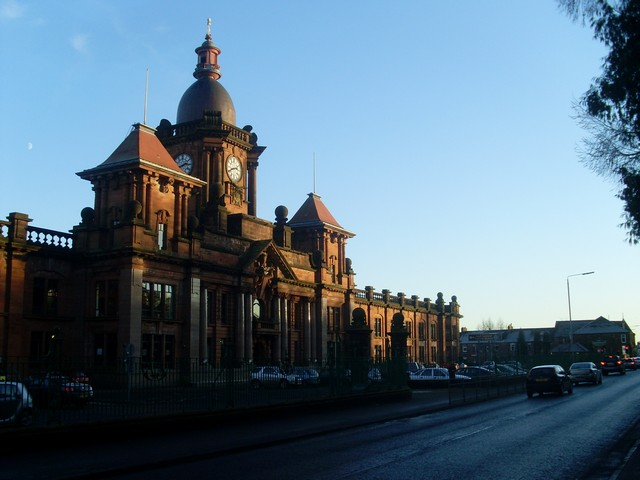
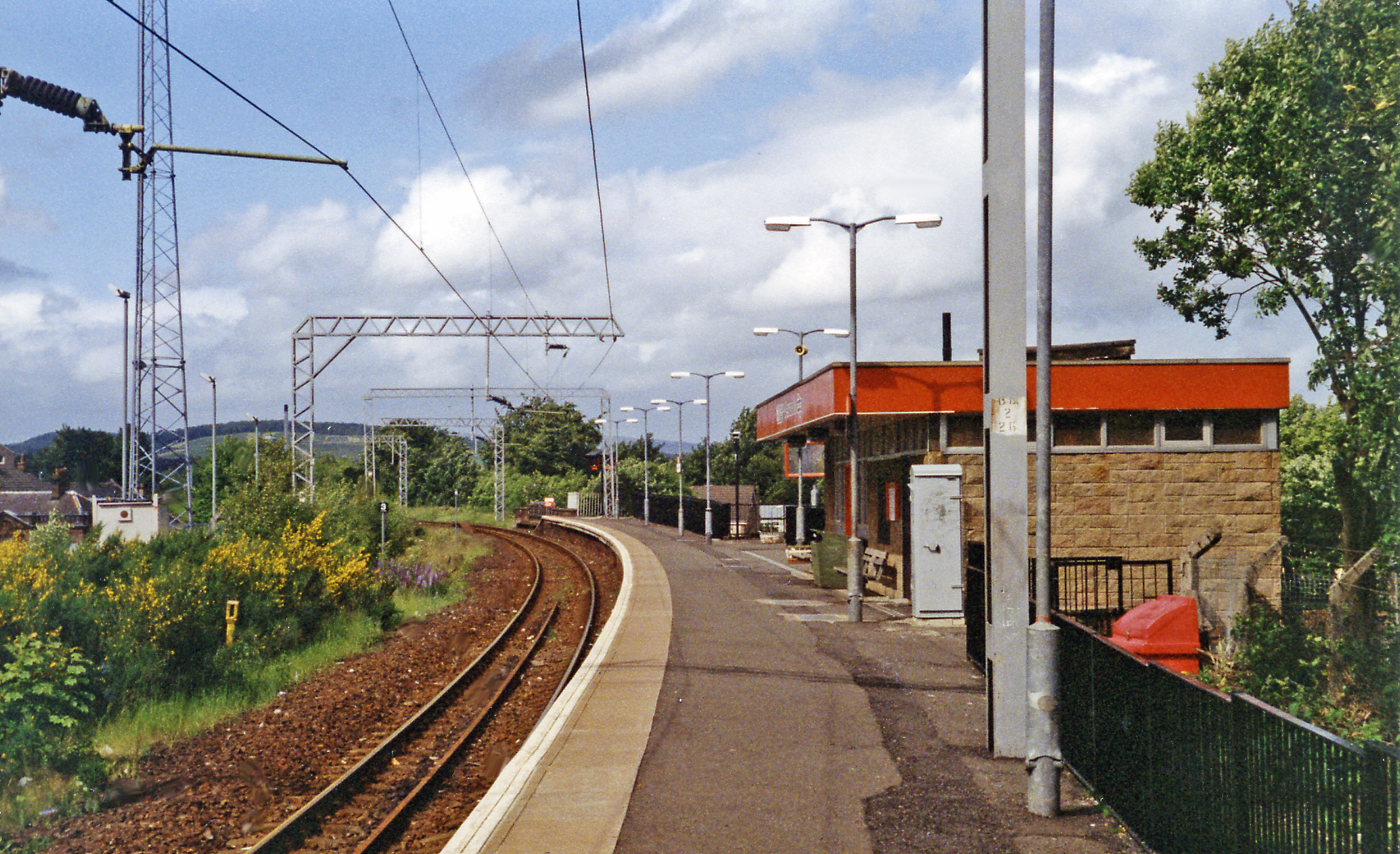
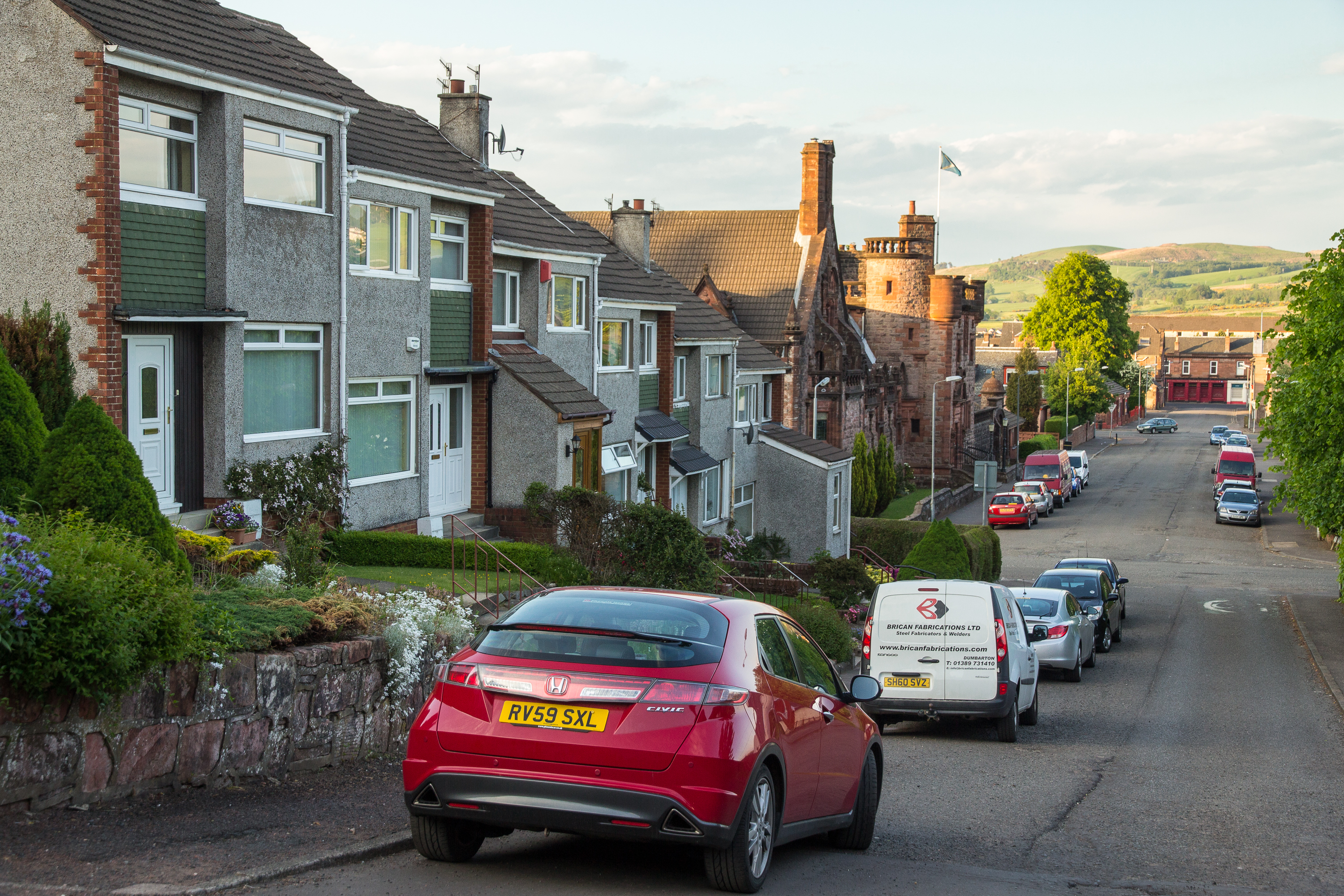
Gilmour Street in Alexandria